# تارا لیپینسکی
تارا لیپینسکی (انگلیسی: Tara Lipinski؛ زاده ۱۰ ژوئن ۱۹۸۲) یک ورزشکار، و هنرپیشه اهل ایالات متحده آمریکا است.